# 誰かがこの町で
『誰かがこの町で』（だれかがこのまちで）は、佐野広実による日本のミステリ小説。
2024年12月にWOWOWにてテレビドラマ化。

## 書籍情報
- 佐野広実『誰かがこの町で』
  - 単行本：2022年1月27日発売、講談社、ISBN 978-4-06-526029-6
  - 文庫本：2024年11月15日発売、講談社文庫、ISBN 978-4-06-537619-5

## テレビドラマ
2024年12月8日から12月29日までWOWOWの「連続ドラマW」枠で放送された。主演は江口洋介。

### キャスト

#### 主要人物
真崎雄一
演 - 江口洋介
岩田喜久子法律事務所の調査員。元政治家秘書。
望月麻希 / 松原宏子
演 - 蒔田彩珠（幼児期：真坂心寧）
真崎のバディ。幼い頃に両親と離れ松原宏子として児童養護施設で育ち、自分の家族の行方を捜すため喜久子のもとに。

#### 岩田喜久子法律事務所
岩田喜久子
演 - 鶴田真由
弁護士。岩田喜久子法律事務所所長。麻希の母とは大学時代の親友。
小久保由紀
演 - ゆいかれん
事務員。

#### 真崎雄一の関係者
真崎絵里
演 - 本間里彩
真崎雄一の娘。イジメが原因で亡くなった。
真崎宏美
演 - あらいすみれ
真崎雄一の妻。
藤岡正
演 - 大津慎伍
民自党参議院議員。真崎雄一が秘書として仕えた。
浜口
演 - 黒須洋嗣
藤岡議員の秘書。秘書時代の真崎の上司。

#### 望月麻希の関係者
望月良子
演 - 玄理
麻希の母親。失踪中。
望月新太郎
演 - 羽田野玄多
麻希の父親。失踪中。
望月幸太郎
演 - 土屋陽翔
麻希の兄。失踪中。
内海房江
演 - 藤井京子
麻希が松原宏子として育った児童養護施設「清心園」の元園長。
深堀
演 - 遠藤好
「清心園」の現園長。
川島
演 - 志田音々
麻希と親しかった「清心園」のシスター。

#### 木本家
木本千春
演 - 大塚寧々
福羽地区に住む主婦。2001年、6歳の息子が誘拐殺人事件で亡くした。
木本俊樹
演 - 戸次重幸
千春の夫。息子の死をきっかけに防犯係に加わる。
木本貴之
演 - 竹内達麒
息子。誘拐され遺体で見つかった。

#### 福羽[注 1]地区「美しが丘ニュータウン」
延川善治
演 - 宮川一朗太
福羽地区の地区長代理で不動産会社の経営者。
延川美千代
演 - 池津祥子
延川善治の妻。
松尾和夫
演 - 尾美としのり
福羽地区の防犯係で土建屋。
菅井昭次郎
演 - 本田博太郎
福羽地区の地区長で元町会議員。
菅井輝夫
演 - 末原拓馬
昭次郎の息子。宇都宮に転居後に交通事故で死去。
奥寺、中村
演 - 越村友一、北代高士
防犯係。
塩見、西川、衣笠、女性、女性、男性、男性
演 - 西慶子、福田ユミ、奥田啓太、山口知紗、寺本翔悟、宮地慶之進
2005年と2024年の住民。

#### その他
近藤利雄
演 - でんでん
福羽地区の近くの民宿「源泉館」と農園の経営者。
山根、鈴木
演 - 岩永ひひお、高梨将
福羽地区を担当する派出所の警察官。
チャン・タン・ミン
演 - フェルナンデス直行
外国人が多く居住する樽町団地の住民。貴之の誘拐事件の犯人だと濡れ衣を着せられる。
峰岸夏美
演 - 星乃あんな
真崎絵里をイジメていたとされる生徒。
岩田聡一
演 - 須永慶
岩田喜久子の父親。民自党の実力者だった。故人。
医師
演 - 三浦圭祐
北名病院の医師。
校長、教師
演 - 小沼朝生、大村美樹
真崎絵里が通学していた学校の校長と教師。
尾花
演 - 一本気伸吾
古書店主。
職員
演 - 長野克弘
与久那町役場の役人。真崎一家は失踪宣告がされ12年前に死亡扱いになっていると話す。
朝比奈文彦
演 - 芦川誠
大宮で法律事務所を構える弁護士。喜久子の依頼で木本千春殺害の第一発見者である麻紀を担当する。
吉川
演 - 深谷次郎
木本千春の殺人事件の担当刑事。
男性
演 - 望月ムサシ
チャン・タン・ミンを庇う樽町団地の住民。
大輔
演 - 岩崎楓士
古書店で万引きしていた子ども。
子どもたち
演 - 白鳥廉、菅野陽斗、三浦蓮

子供たち
演 - 金子すかい、山田忠輝、及川欽之典
生前の幸太郎をイジメていた。
駅員
演 - 荒川浩平
幼い麻希を連れた木本千春にビジネスホテルの場所を教える。
- 半田浩平[18]、寺本翔悟[37]、宮地慶之進[38]、内海香織[39]

### スタッフ
- 原作 - 佐野広実『誰かがこの町で』（講談社）
- 監督 - 佐藤祐市
- 脚本 - 前川洋一
- 音楽 - 木村秀彬
- 企画・プロデュース - 青木泰憲
- プロデューサー - 廣瀬眞子、水野綾子
- 制作協力 - 共同テレビジョン
- 製作著作 - WOWOW

### 放送日程
| 各話   | 放送日   |
| ------ | -------- |
| 第1話  | 12月08日 |
| 第2話  | 12月15日 |
| 第3話  | 12月22日 |
| 最終話 | 12月29日 |

| WOWOW 連続ドラマW 日曜オリジナルドラマ                              | WOWOW 連続ドラマW 日曜オリジナルドラマ      | WOWOW 連続ドラマW 日曜オリジナルドラマ         |
| 前番組                                                              | 番組名                                      | 次番組                                         |
| ------------------------------------------------------------------- | ------------------------------------------- | ---------------------------------------------- |
| ゴールデンカムイ -北海道刺青囚人争奪編- （2024年10月6日 - 12月1日） | 誰かがこの町で （2024年12月8日 - 12月29日） | ゴールドサンセット （2025年2月23日 - 3月30日） |